# Mikhail Prokhorov
Mikhail Prokhorov (3 de maio de 1965) é um empresário bilionário russo. Atualmente é presidente da Polyus Gold, uma das maiores mineradoras da Rússia. Possui origem judaica, pela sua avó materna, Anna Belkina.
Em maio de 2007, Prokhorov lançou um fundo de investimento privado no valor de 17000 milhões de dólares, Onexim Group, com foco no desenvolvimento da nanotecnologia.
O patrimônio líquido de Mikhail Prokhorov é estimado em 19,5 bilhões de dólares, fazendo dele o 24.º homem mais rico do mundo, de acordo com a lista das pessoas mais ricas do mundo em 2008 da revista Forbes.
Em agosto de 2008 esteve a ponto de fechar o maior negócio imobiliário do mundo por 500 milhões de euros, comprando a mansão Villa Leopolda, da brasileira Lily Safra, mas desistiu da compra e segundo decisão da justiça de Nice teve que pagar à brasileira uma multa milionária, estimada em 39 milhões de euros (equivalentes ao "sinal" para compra da propriedade) e mais uma multa de 1,5 milhões de euros pela desistência.